# تحطم طائرة أنتونوف أن-26 2018
في 6 مارس 2018، تحطمت طائرة نقل من طراز أنتونوف أن-26 في طريفها إلى قاعدة حميميم الجوية في سوريا، مما أدى إلى مقتل جميع من كانوا على متنها وعددهم 39. وكان جميعهم من جنود القوات المسلحة الروسية.

## التحطم
في حوالي الساعة 14:00 بالتوقيت المحلي (12:00 بتوقيت جرينتش) سقطت أنتونوف أن-26 الروسية حوالي 500 م (1640 قدم) من المدرج. ويعزى السبب الأولي إلى عطل فني. واستنادا إلى تقرير من الموقع، استبعدت وزارة الدفاع الروسية إمكانية إسقاطها. لجنة التحقيق الروسية فتحت قضية جنائية بشأن تحطم الطائرة.